# 대감 분기점
대감 분기점(大甘分岐點, Daegam Junction, 대감JC)은 경상남도 김해시 대동면 대감리에 설치된 중앙고속도로와 부산외곽순환고속도로가 만나는 분기점이다. 2018년 2월 7일에 개통되었다.

## 역사
- 2011년 7월 6일 : 분기점 신설을 위해 김해시 도시계획시설 교통광장에 대동면 대감리 일원을 대감 분기점으로 고시[2]
- 2018년 2월 7일 : 부산외곽순환고속도로 진영 ~ 노포 구간 개통과 함께 통행 개시[3]

## 구조물 정보
터빈형 입체 교차로이며,이와 같은 형태로는 호남고속도로 장성 분기점 이 있다.
- 위치 : 경상남도 김해시 대동면 대감리

## 접속하는 노선

### 부산・춘천방면
- 중앙고속도로 (2-3번)

### 김해・기장방면
- 부산외곽순환고속도로 (5번)